# كارل شوستر
كارل شوستر (بالإنجليزية: Carl Schuster)‏ هو مؤرخ الفن ومؤرخ أمريكي، ولد في 1904 في ميلواكي في الولايات المتحدة، وتوفي في 3 يوليو 1969 في وودستوك ‏ في الولايات المتحدة.